# Atromitos F.C.
Atromitos Football Club (græsk: Π.Α.Ε. Α.Π.Σ. Ατρόμητος Αθηνών, PAE APS Atromitos Athinon er en græsk fodboldklub beliggende i Athen. Klubben spiller til dagligt i den græske liga Super League.